# Сигирия
Сигирия (на синхалски: සීගිරිය; на тамилски: சிகிரியா; букв. „Лъвска скала“) е древна скална крепост, разположена в северната част на окръг Матале близо до град Дамбула в Централна провинция, Шри Ланка. Обектът има историческа и археологическа значимост и се извисява от масивна скална колона с височина почти 200 m. Според древната хроника Чулавамса, мястото е избрано от крал Кашяпа I (477 – 495 г.) за нова столица. Той построява двореца върху скалата и декорира стените ѝ с цветни фрески. Върху малко плато по средата на височината на скала той построява вход под формата на голям лъв. Името на обекта произлиза именно от тази постройка – Сихагири. Столицата и дворецът са изоставени след смъртта на краля. До 14 век се използва като будистки манастир.
В днешно време Сигирия е обект на световното културно и природно наследство на ЮНЕСКО. Това е един от най-добре запазените примери за древно градоустройство.

## История
Районът около Сигирия вероятно е бил обитаван още от праисторически времена. Съществуват ясни доказателства, че многобройните скални подслони и пещери в района са били обитавани от будистки монаси и аскети още от 3 век пр.н.е. Най-ранните следи от човешко поселение при Сигирия е подслонът при скалата Алигала източно от Сигирия, които сочат, че местността е била населявана преди почти 5000 години по време на мезолита.
Будистките монашески поселения са основани през 3 век пр.н.е. върху западните и северните каменисти склонове на хълмовете около Сигирия. През този период са създадени няколко скални убежища и пещери. Убежищата са правени под големи канари с издълбани кантове около входовете на пещерите. Скални надписи са издълбавани близо до кантовете при много от заслоните, вписвайки даряването на убежищата на будисткия монашески орден. Това става в периода 3 век пр.н.е. – 1 век.
През 477 г. Кашяпа се възкачва на престола след преврат срещу Дхатусена, подпомогнат от Мигара, племенник на краля и военачалник. Законният наследник, Могалана, страхувайки се за живота си, избягва в Южна Индия. Опасявайки се от нападение от Могалана, Кашяпа премества столицата и двореца си от Анурадхапура към по-сигурната Сигирия. По време на управлението на крал Кашяпа (477 – 495 г.), Сигирия е развита като крепостен комплекс. Повечето от сложните конструкции на върха на скалата и около него, включително отбранителни съоръжения, дворци и градини, датират от този период.
Чулавамса описва крал Кашяща като син на Дхатусена. Кашяща убива баща си като го зазидва жив и узурпира трона, който по закон принадлежи на полубрат му Могалена, сина на Дхатусена от истинската кралица. След като Могалена се оттегля в Индия, за да избегне да бъде убит от Кашяпа, той се зарича да отмъсти. В Индия той набира войска с намерението да си върне престола в Шри Ланка. Могалена накрая се завръща, обявява война и побеждава Кашяпа през 495 г. По време на битката войските на Кашяпа го изоставят, а той се самоубива с меча си.
Според Чулавамса, бойният слон, язден от Кашяпа, променя хода си, за да има стратегическо предимство, но армията грешно интерпретира този ход като отстъпление на краля и го изоставя. Бидейки твърде горделив да се предаде, той изважда кинжала от пояса си и си прерязва гърлото, след което вдига гордо кинжала. Могалена връща столицата обратно в Анурадхапура, превръщайки Сигирия в будистки манастирски комплекс, който оцелява до 14 век. След този период няма данни относно Сигирия чак до 16 и 17 век, когато за кратко е използван като преден пост от кралството Канди.

## Археологически останки
Сигирия възбужда интерес у археолозите през 1831 г., когато британският майор Джонатън Форбс забелязва върха на Сигирия, покрит с храсталаци, докато се връща с кон от пътуване до Полонарува. Археологическата работа при Сигирия започва в малък мащаб през 1890-те години. Хари Бел е първият археолог, провел по-подробно проучване на Сигирия. Културният триъгълен проект, започнат от правителството на Шри Ланка, насочва вниманието си към Сигирия през 1982 г. В хода на този проект за пръв път започва работа по целия комплекс.
Сидирия е съставена от древна цитадела, построена от Кашяща през 5 век, останките на горния дворец, който е бил разположен върху равния връх на скалата, тераса на средното ниво, включваща Лъвския портал и огледалната стена с фреските ѝ, долните дворци, намиращи се зад големи градини, и ровове и укрепления, защитавали цитаделата. Мястото е било едновременно дворец и крепост. Горната част на скалата включва цистерни, издълбани в скалата.

### Устройство
Сигирия се счита за един от най-значимите градоустройствени обекти от първото хилядолетие, както и за много сложен и креативен проект. Планът комбинира идеи на симетрия и асиметрия, които нарочно да вплетат геометричните форми, създадени от човека, с природните форми на околната среда. В западната част на скалата има кралски парк, съставен по симетричен план. Паркът включва съоръжения за задържане на вода, включително сложни повърхностни/подповърхностни хидравлични системи, някои от които функционират и до днес. Южната част има резервоар, заимстван от предната столица на Шри Ланка. На входовете са поставени пет портала. По-сложният западен портал вероятно е бил направен за кралските особи.

## Фрески
През 1907 г. авторът Джон Стил споменава, че „цялата фасада на хълма е била гигантска картинна галерия“. Картините вероятно са покривала по-голямата част от западната стена на скалата, площ с размери 140 ₓ 40 m. В самите фрески се споменава за 500 жени в тези картини, но повечето от тях са били загубени безвъзвратно. Други фрески, различни от тези на скалните фасади, могат да бъдат видени и другаде, например на таваните в някои помещения.
Изобразителният стил на фреските се счита за уникален, като стилът им се различава от този на картините от периода Анурадхапура. Линиите са нарисувани така, че да увеличават чувството за обем на фигурите. Боядисването е правено, като се е прилагало повече сила върху едната страна на четката, което придава впечатление за по-дълбок цветен тон към краищата. Личността на изобразените жени все още не е потвърдена, но съществуват различни идеи за това. Смята се, че това или са жените на краля, или жени, участващи в религиозни ритуали.

## Огледална стена
Първоначално тази стена е била толкова полирана, че кралят е можел да се огледа в нея, докато върви до нея. Иззиданите тухли са покрити с бял гипс, но днес стената е частично покрита от надписи, оставени от посетители, някои от тях датиращи още от 8 век. Най-различни хора пишат върху стената на различни теми като любов, ирония и изживявания. Днес писането върху нея е забранено с цел запазване на старите надписи.
Департаментът на Шри Ланка е дешифрирал 685 строфи, написани през 8, 9 и 10 век върху огледалната стена.

## Градини
Градините на Сигирия представляват една от най-важните части на комплекса, тъй като са едни от най-старите изкуствено озеленени градини в света. Те са разделени на три различни, но свързани форми: водни градини, пещерни и скални градини и терасовидни градини.
Водните градини са разположени в централната част на западния район. Първата от тях е парцел, ограден от вода. Втората има два дълги и дълбоки басейна, разположени от двете страни на пътеката. Третата се намира на по-високо ниво от другите две и съдържа голям осмоъгълен басейн с повдигнат подиум в североизточния ъгъл. Градините са построени симетрично и са свързани с външен ров на запад и голямо изкуствено езеро на юг. Всичките басейни са взаимосвързани чрез подземни канали, захранвани от езерото.
Скалните градини са съставени от няколко големи канари, свързани чрез извиващи се пътеки. Те се разпростират от северните към южните склонове на хълмовете в подножието на Сигирия. Повечето от тези канари са имали постройка върху тях. Намерени са дупки, които са се използвали за пъхване на тухли и греди в тях, които са се бутали от върха на канарите, когато е приближавал враг.
Терасовидните градини са образувани от естественото възвишения в основата на скалата Сигирия. Те са създадени чрез построяването на тухлени стени и се намират в приблизително концентричен план около скалата. Пътеката през тези градини е съставена от варовикови стълби.